# Стожина (планински врх)
Стожина је врх у планинском ланцу Дурмитора на северу Црне Горе. Са укупно 1.908 m (6.260 ft), није међу највишим врховима у низу, али је због свог култног облика и локације постао познати симбол краја и Националног парка Дурмитор.